# Celestiial
Celestiial — группа из Миннесоты, играющая в стиле фьюнерал-дум. Изначально в её состав входил только Таннер Р. Андерсон (вокал, арфа, гитары), а затем к нему присоединились Джейсон Уильям Уолтон (бас-гитара) и Тимоти Гленн (перкуссия). Celestiial известны тем, что используют в своей музыке множество инструментов, сочетая традиционные народные инструменты с теми, которые обычно используются в метале, а также сэмплы звуков природы. Музыка Celestiial призвана вызывать образы природы.
После выпуска демозаписи Ashen (2004) Celestiial подписала контракт с Bindrune Recordings. На этом лейбле вышли альбомы Desolate North (2006) и Where Life Springs Eternal (2010), а также сплит-альбом Celestiial / Blood of the Black Owl (2008).

## История
Марти Ритконен из Bindrune Recordings был одним из «примерно шести» человек, получивших копию демозаписи Ashen, но он был единственным, кто был связан с лейблом. Он и Скотт Кэнди согласились взять группу в свои ряды, и в 2006 году альбом Desolate North был выпущен на Bindrune Recordings. Однако альбом не был записан в студии. Пять песен, вошедшие в Ashen, были записаны одним вечером в углу репетиционной студии Azrael, а три дополнительные песни для Desolate North были записаны позже. Одна из них была записана в начале 2005 года там же, где и первые пять, но две другие, с участием арф, были записаны дома у Андерсона, с микрофоном, буквально прижатым к подбородку. Desolate North получил в целом положительные отзывы, и сравнение с такими группами, как Disembowelment. Однако ряд критиков отнеслись к нему негативно.
В начале 2006 года, после выхода Desolate North, к группе присоединился барабанщик Тим Гленн. В 2008 году к группе присоединился басист Джейсон Уолтон.
Музыка Celestiial была использована Ballet Deviare в их выступлении Forged в январе 2007 года. В этом выступлении Celestiial звучала вместе с композициями Arsis, Gwybleidd, Opeth, My Dying Bride, Swallow the Sun и Japanische Kampfhörspiele в качестве фоновой музыки к танцам. Эта музыка также использовалась 24, 25 и 26 мая 2008 года в рамках новой постановки Ballet Deviare Memento Mori. Выступления Ballet Deviare под музыку Celestiial также звучали в шоу Headbangers Ball на канале MTV Two.
В 2008 году было объявлено, что Celestiial выпускает сплит-альбом с Blood of the Black Owl на лейбле Bindrune Recordings. Финальный мастеринг выполнил Мэл Детмер, а релиз (под названием Celestiial / Blood of the Black Owl Split 12"LP) ограничен тиражом всего 500 копий. Каждая группа внесла свой вклад в создание одной песни, включая «White Depths Dove the Red-Eyed» от Celestiial.

## Характеристики
Название
Некоторые критики говорили о влиянии блэк-метала на образы и названия. Например, название Celestiial сравнивали с названием Mütiilation. Андерсон ответил на это, заявив, что не понимает, почему люди сравнивают его музыку с блэк-металом, выдвинув гипотезу, что дело просто в сыром звучании музыки или в удвоении «i» в названии группы. Вместо этого он объяснил двойную букву «i» как присутствие «характера» в названии.
Стиль
В музыке дебютного альбома Desolate North вокал минимален, вместо него используются электроника, гитары и синкопированные барабаны (с обильным использованием тарелок). Кроме того, их поддерживают более традиционные инструменты, такие как арфы и индейские флейты. Также используются сэмплы звуков шагов, воды, пения птиц, ветра и тому подобного.
Celestiial — группа, играющая фьюнерал-дум.. Однако Desolate North описывается как альбом, развивающий жанр в новых направлениях, с влиянием эмбиента, готики, экспериментальной музыки и дарк-фолка. Музыку также описывают как медитативную и средневековую.
Андерсон признаёт, что в вокале могут присутствовать элементы дэт-метала, но утверждает, что это не было сознательной целью, и что музыка не имеет никаких других сходств с дэт-металом. Он утверждает, что влияния блэк-метала нет. Он утверждает, что называть музыку Celestiial народной — плохая идея, поскольку «народ» — это слишком широкое и расплывчатое определение, лишённое смысла. Он утверждает, что создаваемое им произведение не является ни народным, ни традиционным, и даже песни для арфы не являются традиционными произведениями, хотя на них повлияла традиционная музыка Великобритании и ирландская музыка.
Лирика
Музыка Celestiial в первую очередь основана на природе, с использованием сэмплов природных звуков и образов, связанных с лесом, и, как выразился один рецензент, «страшных мест, которых мы все боимся, когда гаснет свет». Bindrune Recordings описывает эту близость к природе, говоря: «Celestiial был создан, чтобы отразить мистицизм в природе». В интервью 2010 года Андерсон заявил, что Celestiial — это «личный отклик на мои отношения с природой».
Андерсона однажды спросили, есть ли в Celestiial какие-либо языческие верования. Андерсон ответил, что Celestiial — это «романтизированное язычество, за которым стоят вполне реальные языческие ценности». Он говорил о том, как Celestiial прославляет язычество и мир природы, но и о том что язычество часто воспринимается как нечто, чем оно не является.
Анонимность
Несмотря на то, что у других групп, подписавших контракт с Bindrune Recordings, есть профили на Myspace или веб-сайты, Андерсон утверждает, что не хочет продвигать Celestiial, и, помимо ответов на электронные письма и общения на форумах, не желает никакого присутствия в Интернете и соглашается на интервью только из-за преданности Bindrune Recordings. Он заявил, что играет в группе, где «анонимность важна/понимается всеми участниками».

## Дискография
- Ashen (demo) (2004) (Self released as sample)[3]
- Desolate North (2006) (Bindrune Recordings)[3]
- Celestiial / Blood of the Black Owl (2008) 12" LP (Bindrune Recordings)
- Where Life Springs Eternal (2010) (Bindrune Recordings)[14]